# 1428년

## 연호
- 명(明) 선덕(宣德) 3년
- 일본(日本) 오에이(応永) 35년 / 쇼초(正長) 원년
- 후 레 왕조(後黎朝) 투언티엔(順天) 원년

## 기년
- 명(明) 선종 선덕제(宣宗 宣德帝) 3년
- 조선(朝鮮) 세종(世宗) 10년
- 후 레 왕조(後黎朝) 태조(太祖) 원년

## 사건
- 양주의 속현이던 동평현을 동래현의 속현으로 이관하였다.
- 아즈텍 제국의 틀라토아니 이츠코아틀이 텍스코코 틀라코판등과 함께 삼각동맹을 결성하였다

## 사망
- 11월 3일 - 백년 전쟁 당시 잉글랜드 주요 군사령관 솔즈베리 백작 4세 토머스 몬터큐트
- 고려(高麗)의 왕비(王妃) 정비 안씨(定妃 安氏)